# Schlacht von Kbaade
Die Schlacht von Kbaade (adygeisch Ӏаткъуадж зауэ 'Atqwadsch sawye; abchasisch Гәбаадәы аибашьра Gwbaadwy ajbaschra; russisch Кра́снополя́нская битва Krasnapoljanskaja bitwa) fand 1864 zwischen den letzten Überresten der Tscherkessen und den russischen zaristischen Streitkräften während des Kaukasuskrieges statt. Sie wird allgemein als die letzte Schlacht des Krieges angesehen, da danach außer vereinzelten Aufständen keine weiteren bedeutenden Schlachten stattfanden. Noch auf der Lichtung von Kbaade veranstaltete die russische Armee die Siegesparade des Kaukasuskrieges mit 20.000 anwesenden Soldaten. Sein Datum, der 21. Mai (eigentlich julianischen, nicht des aktuellen gregorianischen Kalenders, in dem es der 2. Juni ist) gilt seit den 1990er Jahren tscherkessischen Verbänden der Diaspora und Russlands als jährlich zelebrierter Gedenktag an die Deportation und den Völkermord an den Tscherkessen.

## Ausgangslage
Im 19. Jahrhundert tobte im Großen Kaukasus der sehr langwierige und grausame Kaukasuskrieg (1817–1864) zwischen dem imperialen, kolonialen Russischen Reich und den kulturell, ethnisch-sprachlich und religiös sehr vielfältigen, wehrhaften Kaukasusbewohnern (russ. gorzy=Bergler), der im von Tscherkessen dominierten Westkaukasus faktisch schon mit ersten Scharmützeln 1765 begann. Ab 1817 verfolgte Russland das Kriegsziel den kompletten Kaukasus restlos zu erobern und seine Bewohner zu unterwerfen. Lange Jahrzehnte lag der Schwerpunkt des Eroberungskrieges auf dem östlichen Kaukasus, wo im sogenannten Muridenkrieg die Mehrheit der Dagestaner und Tschetschenen zuletzt unter Imam Schamil erbitterten Widerstand leisteten. Nach Schamils Kapitulation 1859 wandte sich die Mehrheit der russischen Kaukasusarmee unter dem Befehl von Nikolai Jewdokimow und dem Vizekönig ganz Kaukasiens, Großfürst Michael von Russland, bis zu 60.000 Soldaten, mit Kosaken und anderen Hilfstruppen knapp 100.000 Mann dem westlichen Kaukasus zu, wo die Mehrheit der tscherkessischen Stammesverbände im Westteil und verbündete Abasinen und Sads-Abchasen 1860 noch unabhängig waren, deren Heerführer und Stammesälteste sich seit einigen Jahren mit einer Delegiertenversammlung (genannt Madschlis) bei Śatsche (heute Sotschi) koordinierten.
Ab 1860 verfolgte die russische Armee einen Deportationsplan über das Schwarze Meer ins Osmanische Reich, um den Widerstand der Tscherkessen zu brechen, die ihre lockeren Streusiedlungen traditionell oft nicht verteidigten, sondern sich mit dem Vieh in die Wildnis dichter Wälder, Schluchten und zur Pferdehaltung genutzter weitläufiger Almen zurückzogen und die Wohnsitze zur erstbesten Gelegenheit zurückeroberten, auch Unterwerfungen schnell rückgängig machten. Endgültig ab 1862 schleifte die russische Armee alle tscherkessischen Siedlungen restlos bis auf die Grundmauern und zwang die Bewohner in die Deportation an die Küste und über das Meer. Bei dieser Deportation von ca. 500.000–über eine Million Einheimischen kamen wohl mehrere zehntausend bis zu 100.000 Menschen um. Besonders für Alte, Kranke oder Kinder sind Deportationen immer in der Geschichte lebensgefährlich, außerdem verkauften die Deportierten ihr Vieh an Kosaken zur Nahrungsbeschaffung, was zu einem Preisverfall für Vieh und einer Preisexplosion für Nahrung führte und trotz Versorgungsversuchen der russischen Deportationskommissionen zu Hunger und Seuchen führte. Während ältere Historiker die Opfer der Deportation als Folge einer gescheiterten Deportation einordneten, kämpften tscherkessische Verbände besonders seit den 1990er Jahren um die Anerkennung dieser Ereignisse als Völkermord. Die meisten Fachhistoriker, befürworten inzwischen diese Einordnung, weil Quellenauswertungen ergaben, dass ein Teil der russischen Militäroberbefehlshaber im Kaukasus den Tod eines Teils der Tscherkessen sogar als notwendig und wünschenswert (wie der Entwerfer des Deportationsplanes Dmitri Miljutin in einem Memorandum) oder als unumgänglich (wie Jewdokimow in seinen Memoiren) bezeichneten. Außerdem wurde bisher zu wenig beachtet, was mit der unbekannten Zahl Tscherkessen geschah, die sich der Deportation durch Flucht in die Wildnis entzogen. Die russische Armee setzte damals Greiftrupps ein, die die Flüchtigen nicht selten töteten.
Besonders drastische Quellen der humanitären Katastrophe der Deportation sind erhaltene Schilderungen einiger russischer Offiziere und Beamter, die sich durch ihre direkten Beobachtung der Deportation zu Gegnern der Praxis entwickelten. Prominent sind beispielsweise die Schilderungen des russischen Offiziers und Mitglieds der Umsiedlungskommission, Iwan Drosdow und des russischen Beamten, Orientalisten, Historikers, Geografen und Ethnografen französisch-deutscher Herkunft Adolf Bergé. So schildert Iwan Drosdow vom Oberlauf des Psekups (südlich des heutigen Gorjatschi Kljutsch):

„Auf dem Weg bot sich unseren Augen ein bemerkenswerter Anblick dar; die verstreuten Leichen von Kindern, Frauen, alten Menschen, zerissen, halb von Hunden gefressen: die vor Hunger und Krankheit erschöpften Auswanderer, die sich vor Schwäche kaum auf den Beinen halten konnten, fielen vor Erschöpfung um und wurden lebendig zur Beute hungriger Hunde.“

## Weg zur letzten Schlacht von Kbaade

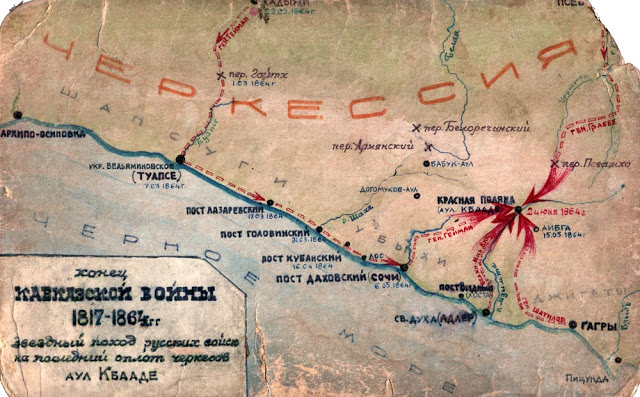
Feldzüge am Ende des Kaukasuskrieges bis nach Kbaade, Karte nach russischer Orthographie und verwendeten Tagesangaben nach heutigem gregorianischen Kalender erst seit sowjetischer Zeit entstanden. Vom Westen der Feldzug der Dachow-Abteilung unter General Gajman, von Süden die Einheit unter Swjatopolk-Mirski, von Südosten die Abteilung unter Schatilow und von Nordosten über den Westkaukasus-Hauptkamm die Einheit unter Nikolai Grabbe

Mit diesem Vorgehen zerstörte die Armee den tscherkessischen Widerstand. Bis zum Herbst 1863 wurden alle Tscherkessen nördlich des Hauptkammes des Westkaukasus besiegt, ihre Siedlungen zerstört und die Bewohner in die Deportation geschickt, Ausnahmegesuche lehnte Oberbefehlshaber Jewdokimow ab. Im Oktober kündigte die russische Heerführung an, dass sie „... sich nun zum Südhang begeben, um zum Meer zu gelangen, den Küstenstreifen zu säubern und ihn für die Besiedlung vorzubereiten.“
Im Spätherbst/Winter 1863/64 fielen mehrere russische Militäreinheiten in die Küstengebiete der Schapsugen („Klein-Schapsugien“, etwa zwischen dem heutigen Gelendschik und Dagomys) ein, deren Bewohner der Übermacht nur wenig Widerstand entgegensetzen konnten. Als Jewdokimow das bemerkte, wollte er den Krieg schnell beenden und befahl schnellere Vorstöße durchzuführen ohne den bisher üblichen „Kampf gegen die Natur“, also die systematische Zerstörung der Wildnis als Rückzugsmöglichkeit der Tscherkessen, nur noch durch die Siedlungen, die weiter zerstört wurden. Am 22. Februarjul. / 5. März 1864greg. kapitulierte ihr wichtigster Heerführer Haddschi Kasbulat Sau und akzeptierte die Deportation, am 13. und 14. März kapitulierten die meisten Schapsugenfamilien, die bis zum 6. Märzjul. / 18. März 1864greg. ihre Dörfer zu verlassen hatten, die russische Einheiten schleiften. Eine kleine Minderheit flüchtete in die Wildnis und erhielt erst ab 1879 Genehmigungen, einzelne Schapsugendörfer um Tuapse zu gründen, die bis heute bestehen.
Damit wandte sich die Dachow-Abteilung unter Wassili Gajman in das Siedlungsgebiet der Ubychen (heute meistens Teil des sehr großen Sotschier Stadtkreises), welche bisher als besonders widerständig galten, die von dem schnellen Vorstoß aber überrascht wurden. Ihr prominentester Heerführer Kirantuch Bersek (ubychisch Гьарандыхъва Барзагь Gjarandychwa Barsagj (gʲarandɯxˤʷa barzagʲ); adygeisch Джэрандыкъо Бэрзэдж Dscherandyqwe Berzedsch (d͡ʒɜrandəqʷɜ bɜrzɜd͡ʒ)), Anführer der Bersek-Ubychen, hielt sich gerade im Fürstentum Abchasien zu Beistandsverhandlungen auf, ein Heeresaufgebot unter Ismail Barakai, Heerführer der Dzepsch-Ubychen unterlag in der Schlacht am 18. Märzjul. / 30. März 1864greg. der Dachow-Abteilung. Der kurz danach zurückgekehrte Kirantuch konnte den schon zusammengebrochenen Widerstand nicht neu organisieren und kapitulierte am 25. Märzjul. / 6. April 1864greg. im Dorf Sotschi. Am 2. Apriljul. / 14. April 1864greg. akzeptierten Anführer und Älteste der Schapsugen, Ubychen und Sads-Abchasen, darunter Kirantuch die schon laufende Deportation, und emigrierten in der russischen Frist binnen eines Monats ins Osmanische Reich.
Damit blieben nur noch kleine Stammesverbände der Sads-Abchasen im heutigen Grenzgebiet Russlands und Abchasiens in den Flussschluchten der Msymta, des Psou und des Bsyb von den Umsiedlungen verschont. Die Zurückgebliebenen waren mehrheitlich entschlossen, sich der Deportation zu widersetzen und in bewaffnetem Verteidigungskampf bis zum Tod zu kämpfen, was die russischen Feldzüge gegen sie zu Massakern machte. Am 19. Maijul. / 31. Mai 1864greg. besiegte die von Gagra her an den oberen Psou gezogene russische Psou-Abteilung unter Schatilow die Aibgha bei den beiden heutigen gleichnamigen Grenzdörfern auf abchasischer und russischer Seite des Flusses, woraufhin dieser Stammesverband aufhörte zu existieren.

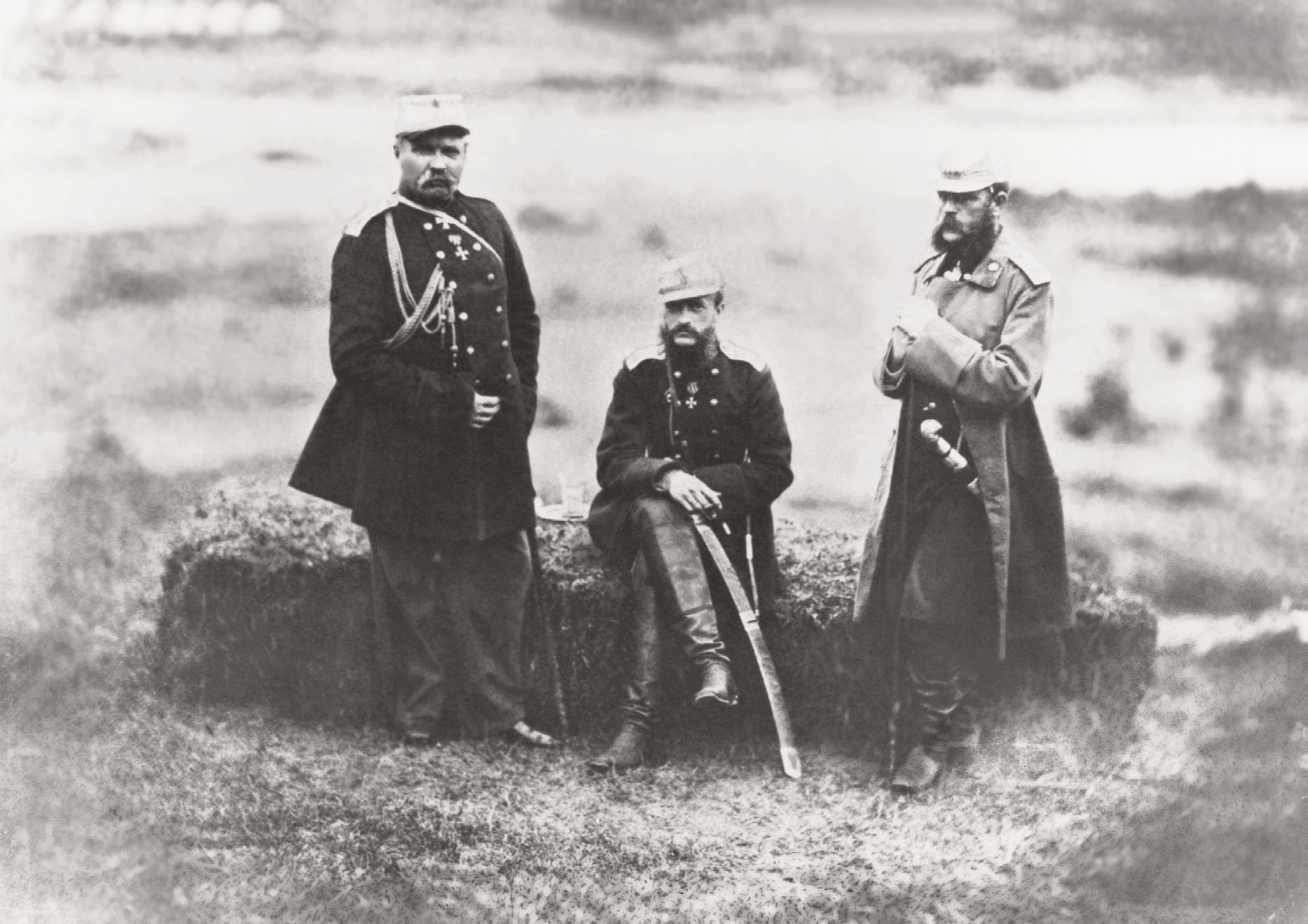
Fotografie der Oberbefehlshaber der Achtschipsou-Abteilung auf der Lichtung von Kbaade. V. l. n. r.: Jewdokimow, Michail von Russland und Swjatopolk-Mirski

Damit blieben nur noch die Achtschipsou-Sads-Abchasen an der oberen Msymta um ihren Hauptort Kbaade (abchasisch Гәбаадәы Gwbaadwy ɡʷbaadʷə, westtscherkessisch/adygeisch Ӏаткъуадж 'Atqwadsch ʔatqʷad͡ʒ) unabhängig, zu denen sich einige Schapsugen und Ubychen geflüchtet hatten. Kbaade wird heute Krasnaja Poljana genannt, was „schöne Lichtung“ bedeutet, das slawische Wort „poljana“ bezeichnet nicht nur eine kleine Lichtung, sondern wie hier ein großes zusammenhängendes Kultur- und Ackerland, umgeben von den dichten Wäldern der westkaukasischen Wildnis, das sich über die obere Msymta ausdehnte und in dem sich die Gehöfte der Achtschipsou-Abchasen von Kbaade verteilten. Die russischen Streitkräfte rückten von vier Seiten vor. Die Ust-Labinsker Abteilung unter Nikolai (Nicholas) Grabbe (Sohn des früheren Kaukasusgenerals Paul Grabbe) war über den Hauptkamm des Westkaukasus von Nordosten her schon am 27. Mai auf die Lichtung von Kbaade eingetroffen, von Süden folgte die Achtschipsou-Abteilung unter Swjatopolk-Mirski die Msymta aufwärts, der sich der russische Vizekönig Kaukasiens, Michail von Russland und der Oberbefehlshaber Jewdokimow angeschlossen hatten, und kam nach Grabbe auf der Lichtung von Kbaade an, von Sotschi kam die Dachow-Abteilung unter Gajman am 31. Mai an und von Südosten traf die Psou-Abteilung unter Schatilow am 1. Juni aus dem Gebiet der Aibgha bei Kbaade ein.

## Verlauf

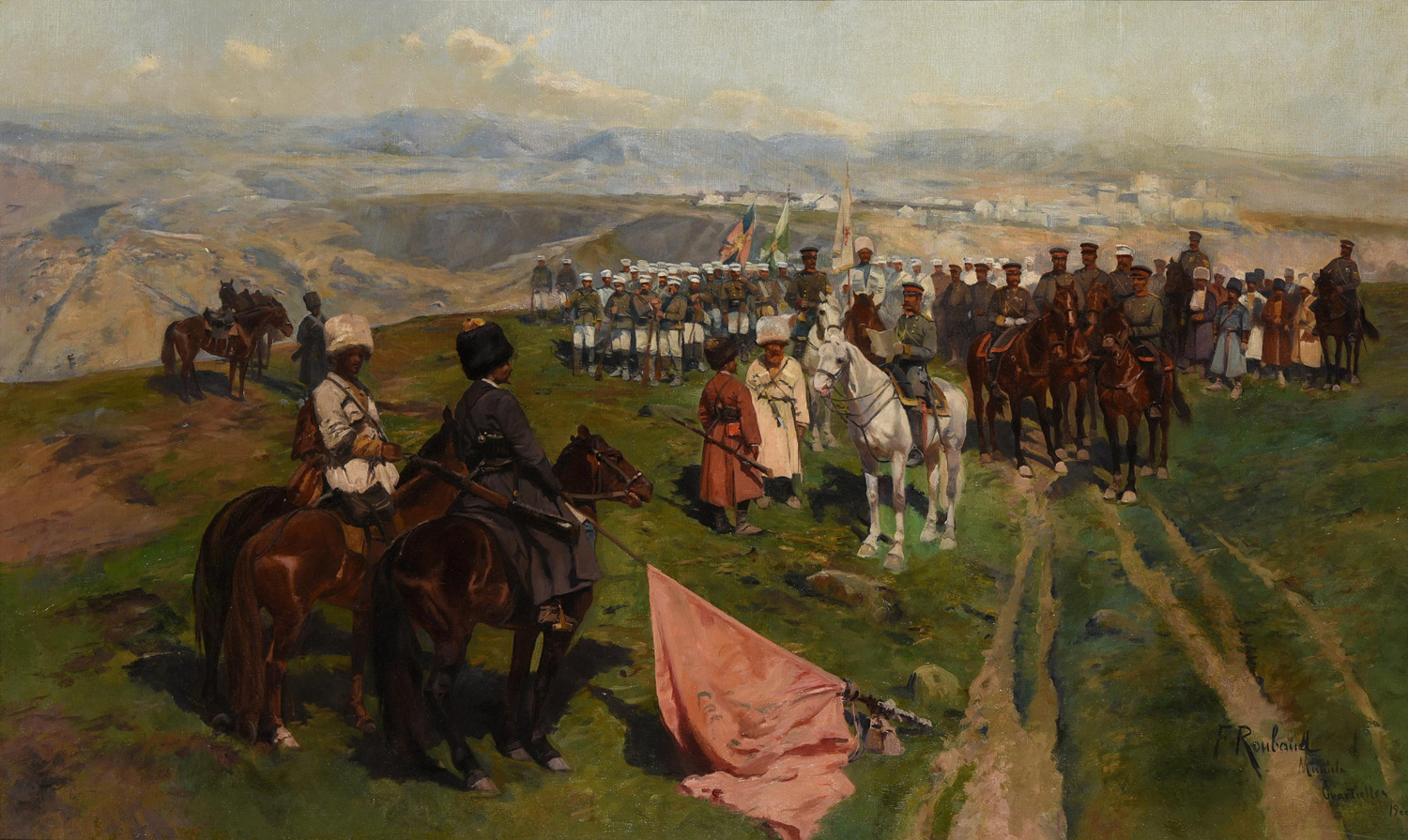
Michail von Russland, Bruder des Zaren Alexander II., verliest auf der Siegesparade auf der Lichtung von Kbaada das Manifest des Zaren über das Ende des Kaukasuskrieges und den Sieg Russlands, Gemälde von Franz Roubaud

Die Schlacht fand in den frühen Morgenstunden des 21. Maijul. / 2. Juni 1864greg. auf einem Hochplateau in der Lichtung (poljana) von Kbaade statt und war vor 11:00 Uhr bereits beendet. Auf der einen Seite stand die Mehrheit der Stammesgemeinschaft der Achtschipsou-Sads-Abchasen, bestehend aus Dorfbewohnern und Milizen sowie Stammesreitern, nicht nur alle kampffähigen Männer, auch einige Frauen, Alte und Jugendliche, sogar Kinder sollen sich bewaffnet angeschlossen haben. Dazu kamen einige zu ihnen geflüchtete Ubychen und Schapsugen, insgesamt mehrere hundert bis wenige tausend Bewaffnete. Auf russischer Seite standen 20.000 Mann, bestehend aus Kosaken und russischen Reitern, Infanterie und Artillerie. Die Akzeptanz des offenen und chancenlosen Schlachtfeldes durch die Einheimischen lässt viele Historiker schlussfolgern, dass sie, wie zuvor die Aibgha, nur noch einen Verzweiflungskampf führten, um den Schlachttod der Deportation vorzuziehen. Die sadsisch-tscherkessischen Streitkräfte versuchten, die Linie zu durchbrechen, aber viele wurden schon im Fernkampf von russischer Artillerie und Infanterie mit Karabinergewehren getroffen, bevor sie die russischen verschanzten Linien erreichen konnten, noch auf dem Schlachtfeld soll ihnen die Munition ausgegangen sein. Die verbleibenden Kämpfer wurden bald im Nahkampf besiegt. Deshalb waren die russischen Verluste minimal, während auf sadsisch-tscherkessischer Seite die meisten Beteiligten getötet oder verwundet wurden. Der Achtschipsou-Stammesverband hörte faktisch auf, zu existieren.
Die russische Armee begann noch auf dem Schlachtfeld ca. 11:00 Uhr bis 14:00 Uhr neben den Leichen den Sieg im gesamten Kaukasuskrieg mit einer Parade und einem russisch-orthodoxen Gottesdienst zu feiern, dem sich eine Siegesfeier anschloss. Während der Parade wurden ca. 100 tscherkessische Gefangene öffentlich hingerichtet und Vizekönig Großfürst Michael von Russland verlas eine mitgeführte schriftliche Proklamation seines Bruders über das Ende des Krieges mit Dank an die Soldaten. Anschließend überfiel die russische Armee die letzten tscherkessischen und sadsischen Dörfer, brannte sie nieder und zerstörte Felder. Um eine Rückkehr der Tscherkessen zu verhindern wurden die Bäume gefällt und die Menschen an die Schwarzmeerküste in die Deportation getrieben.

## Bedeutung in der Gegenwart
Im Zuge der großen Deportationen und Emigrationen des Kaukasuskriegen mussten besonders etwa 1858–64 nach verbreiteten Schätzungen über 90 % der Westkaukasier (westliche Tscherkessen mit Ubychen, Sads-Abchasen und Abasinen) die Heimat verlassen, darunter alle Ubychen und Sads-Abchasen. Etwa 10 % kamen dabei um, nur unter 10 % blieben im Kaukasus zurück und wurden mit Ausnahme der wenigen Dörfer bei Tuapse alle in das Hügelland am Kuban umgesiedelt, um weitere Guerilla-Widerstände zu vereiteln. Aus dem Ostkaukasus wurden bis 1859 dagegen nur sehr widerständige Minderheiten ausgesiedelt, ca. 15 % der Tschetschenen, knapp 10 % der Einwohner Dagestans, aus dem mittleren Kaukasus emigrierten schon zuvor bis zur Hälfte der Bewohner (Osttscherkessen, Balkaren, Karatschaier, Inguschen, muslimischer Teil der Osseten). Ihre Nachkommen bilden bis heute in den Nachfolgestaaten des Osmanischen Reiches eine mehrere Millionen Menschen umfassende kaukasische Diaspora, meistens in der Türkei, kleinere Gruppen in Syrien, Jordanien, Israel und anderen Ländern, über die Hälfte spricht wohl nicht mehr die Sprachen aus dem Kaukasus. Die mit Abstand größte Teilgruppe sind Tscherkessen.
In der Diaspora bildeten sich seit Anfang, besonders in der Mitte des 20. Jahrhunderts kaukasische Traditions-, Kultur- und Wohlfahrtsvereine, in der Sowjetunion entstand mit der Politik der Korenisazija eine weitreichende schriftsprachliche, bildungspolitische und kulturelle Förderungspolitik der ethnischen Minderheiten, in der die meisten heutigen Schriftsprachen entstanden, schulisch verbreitet wurden und kulturelle Traditionen gefördert wurden. Politische Autonomiewege wurden unter Stalin dagegen unterdrückt. Erst seit Öffnung der Sowjetunion ab den späten 1980er Jahren vernetzten sich die kaukasischen Vereine der Diasporaländer und des russischen Kaukasus zunehmend und verbreiteten die Schriftsprachen und kulturellen Traditionen. Als zentralen gemeinsamen Erinnerungstag an den verlorenen Kaukasuskrieg, die Deportation und den schon früh von ihnen vertretenen Völkermord legte der 2. Internationale Tscherkessische Kongress im Mai 1993 in Maikop den 21. Mai fest, den Tag der letzten Niederlage von Kbaade 1864. Obwohl er nicht der genaue Jahrestag ist, denn nach heute überall gültigem gregorianischem Kalender ist das der 2. Juni, wurde der 21. Mai zum gemeinsamen Gedenktag, an dem besonders tscherkessische und abchasische Gemeinschaften im Kaukasus und in der Diaspora Gedenkumzüge veranstalten.